# Эзе, Стивен
Стивен Эзе (англ. Stephen Eze; 8 марта 1994, Макурди, Нигерия) — нигерийский футболист, защитник индийского клуба «Джамшедпур».

## Клубная карьера
Начал карьеру в составе клуба «Лоби Старз», в течение двух сезонов регулярно выходя на поле. В сентябре 2014 года стал игроком «Саншайн Старз».
После двух сезонов в «Саншайн» Эзе перешёл в «Ифеаньи Убах», где в начале 2017 года выиграл Суперкубок Нигерии. 9 ноября 2017 года Эзе перешёл в «Кано Пилларс».
Два месяца спустя, 18 января 2018 года, Эзе присоединился к клубу первой лиги Болгарии «Локомотив Пловдив», подписав двухлетний контракт. 18 февраля он дебютировал за клуб в матче против «Пирин Благоевград». 16 апреля 2019 года Эзе забил свой первый гол за новый клуб в победном матче Кубка Болгарии против «Септември София».
21 января 2020 года Эзе перешёл в казахстанский «Тобол». Из-за травмы, полученной в одной из контрольных встреч, Стивен так и не провел официального дебюта в форме «Тобола». В конце июня Эзе был прооперирован в Турции. в июле 2020 года Эзе расторг контракт с Тоболом.
10 сентября 2020 года Эзе стал игроком клуба индийской Суперлиги «Джамшедпур». Спустя год, защитник покинул клуб в статусе свободного агента.
В февраля 2022 года Стивен подписал полугодовой контракт с хорватским клубом «Солин». В поединке против «Дугополе» он дебютировал за новый клуб.

## Достижения

### Командные
«Ифеаньи Убах»
- Обладатель Суперкубка Нигерии (1): 2017

«Локомотив» Пловдив
- Обладатель Кубка Болгарии (1): 2018/19